# Matter (規格)
Matter（マター）は、Connectivity Standards Alliance（CSA）が策定しているスマートホームの標準規格である。ホームオートメーションにおけるIoT（モノのインターネット）など、さまざまなデバイスやソフトウェアの互換性を確保し相互運用性の向上させることを目的とし、ロイヤリティーフリーとして開発されている。

## 概要
Matterは、さまざまなベンダー間の断片化を減らし、さまざまなメーカーのスマートホームデバイスとIoTプラットフォーム間の相互運用性を実現することを目的としている。 
そのため、複数のエコシステムでデバイスを同時に簡単に設定および制御できる相互運用性、消費者が簡単にスマートホームを利用可能にするシンプルさ、一貫性があり応答性が高くなおかつ安全な接続を行う信頼性を重視して開発されている。
したがって、スマートホームメーカー側が製品をMatterに対応させれば、各社の音声アシスタント（AmazonのAlexa、AppleのSiri、GoogleのGoogleアシスタントなど）に個別に対応させる必要がなくなる。また、消費者は製品購入の際にどのアシスタントをサポートしているか意識せずに済むようになる。
CSAによれば、Matterのロゴは接続性を表しており、中央に向かう3つの矢印は、収束と接続性を保証することを伝え、幾何学的な構造でセキュリティと実用性を表現している。
この規格には、Amazon、Apple、Google、Comcast、IKEA、Huawei、Schneiderなどのグローバル企業が200社以上参加しており、将来の業界のスタンダードとなることが予想されている。
この規格は、インターネットプロトコル（IP）に基づいて設計されている。これは、スマートホームデバイス、モバイルアプリ、およびクラウドサービスが通信できるようにし、デバイス認証用のIPベースのネットワークテクノロジの特定のセットを定義するように設計されている。 
MatterコードリポジトリはApacheライセンスの下でオープンソースだが、Matterの仕様はCSAによってライセンスされている。 
スマートホームの通信規格には、Matter以外にも、同じIEEE802.15.4を利用するZigBeeやThreadなどがある。Matterとの接続性に関して、Google傘下のNest Labsが主導するThreadは、Matterと連携して動作するとのことが発表された。具体的には、Nest WiFiやNest Hub Max、第2世代のNest Hubなど、Theadをサポートするデバイスは、Matterデバイスの接続ポイントになると説明している。
Matterと互換性のある製品および既存の製品のソフトウェアアップデートは、2021年にリリースされる予定だったが、2022年度へと延期され、最終的に2022年10月4日に認証、仕様、テストツール、SDKをリリースした。

## バージョン

### Version 1.0
この規格では、Wi-Fiとイーサネット、Threadのネットワーク層で機器同士が直接通信するように動作し、コミッショニングにはBluetooth Low Energyを利用する予定である。なお、利用するネットワーク層を区別する際に、「Matter over Wi-Fi」や「Matter over Thread」と表記される事もある。
最初の展開では、Matterコントローラーとブリッジも含まれる。これは、Google Nest Hub MaxやAmazon Echoスマートスピーカーなどのデバイスで、デバイス同士が互いに通信するためのハブとして、また音声やタッチスクリーンインターフェースを使用してデバイスを制御するためのインターフェースとして機能することができるものである。なおGoogle HomeアプリやApple HomeアプリなどのスマートフォンアプリはMatterコントローラーとなる。
一方で、初期バージョンであるこのMatter 1.0はスマート電球・器具、スマートプラグ・スイッチ、スマートサーモスタットなどの空調コントロール、スマートシェード、スマートセンサー、コネクテッドロック、テレビなどのメディアデバイスに限定されており、将来的にセキュリティカメラやロボット掃除機などのカテゴリーを追加していくことが発表されている。

### Version 1.1
2023年5月18日に公開された。新しいバージョンではあるが、既存のSDK、API、デバイスのバグ修正と機能向上にとどまった。

### Version 1.2
2023年10月23日に公開された。このバージョンでは、新たに9種類の機器（冷蔵庫、ポータブルエアコン、食器洗い機、洗濯機、ロボット掃除機、煙・一酸化炭素警報器、空気品質センサー、空気清浄機、扇風機）が追加された。また、既存のカテゴリの改訂と追加、仕様とSDKの改善、認証とテストツールも提供する。

### Version 1.3
2024年5月8日に公開された。このバージョンでは、オーブン、電子レンジ、調理台、換気フード、洗濯乾燥機、Matter Castingメディアプレーヤーなどの家電製品のサポートに加え、水とエネルギー管理装置のサポートが追加された。また、シーンとコマンドバッチも追加された。

### Version 1.4
2024年11月7日に公開された。バッテリー、太陽光発電システム、ホームルーター、給湯器、ヒートポンプなど、特に電力関連機器の機能が拡張された。
電気自動車の充電器への対応強化など、既存の分野も強化され、Threadsデバイスとの連携も強化された。
これによりスマートグリッド、HEMSの実現が可能となった。

## 歴史

### Connected Home over IP
2019年12月18日、Amazon、Apple、Google、Samsung SmartThings、およびZigbee Allianceは、スマートホームデバイスの互換性向上の取り組みで連携し、スマートホーム製品間の互換性を高めるための新たな接続規格を開発するワーキンググループ「Project Connected Home over IP（CHIP）」の立ち上げを発表した。
このプロジェクトの目標は、スマートホーム製品のブランドとメーカーの開発を簡素化すると同時に、消費者向けの製品の互換性を高めて利便性の向上を図るものであった。
プロジェクトは、インターネットプロトコルに基づいて設計されており、スマートホームデバイス、モバイルアプリおよびクラウドサービス間の通信を可能とし、デバイス認証用の特定IPベースのネットワークテクノロジーとセットで定義できるように設計されていた。
発表時このプロジェクトには先述の5者の他、Zigbee AllianceのボードメンバーであるIKEA、Legrand、NXP Semiconductors、Resideo Technologies、Schneider Electric、Signify（旧：Philips Lighting）、Silicon Labs、Somfy、Wulianなどスマートホーム関連の機器メーカーや半導体メーカーが参加した。

### Matter
2021年05月11日、Zigbee Allianceは、団体名をConnectivity Standards Alliance（CSA）への改称を発表した。
そして以前から行なっていたワーキンググループCHIPでの成果として、新たなスマートホームのための通信規格「Matter」をプロプライエタリソフトウェアのロイヤリティフリーのホームオートメーションの工業規格とし発表した。
6月7日、AppleはWWDC2021で開催された基調講演にて、HomeKitよりMatter製品を操作可能にすると発表した。
8月13日、今年後半としていた、Matterに準拠した製品としての認定及び登場が、ソフトウェア開発キット（SDK）や認証が仕上がっていないことを理由に、2022年まで遅れる見通しであることが発表された。
同時に5月の段階で180のグローバル企業と1700の個人が参加していたが、8月までに200を超える企業と2000人の個人が参加していると発表した。
9月19日にGoogleはAndroidとNestデバイスでMatterをサポートすることを発表した。
2022年1月5日、CES 2022にてGoogleはAndroidでのMatterのサポートが組み込まれることによって、Fast Pairを使って、新しいMatter対応のスマートホームデバイスをネットワーク、Google Home、その他の付属アプリに数回のタップですばやく接続することができるようになる予定だと発表した。
同時にAmazonは、インターネット接続がダウンしてもそれらをコントロールできるように、そのデバイスをMatterデバイスの第二管理者として追加するなど、セットアップ体験とAlexaの機能の両方について多くの企業と協働していると発表した。
3月17日、CSAは再び製品の認定開始を2022年秋まで延期したことを発表した。理由としてCSAは、Matterを採用するプラットフォームが予想以上に多く、全てがスムーズに連携し動作するようSDKの改善に取り組んでいるため、より多くの作業が必要になっているとした。
10月4日、CSAは約3年の月日を経てスマートホーム規格「Matter 1.0」をリリースし、同時に認証プログラムを立ち上げた。このグローバル認定プログラムは、Wi-FiおよびThreadをテストする8つの認定テストラボで開始された。

## 書誌
- Belli, Dimitri; Barsocchi, Paolo; Palumbo, Filippo (2023). “Connectivity Standards Alliance Matter: State of the Art and Opportunities” (英語). Elsevier Internet of Things 25. doi:10.1016/j.iot.2023.101005. ISSN 2542-6605 2023年12月10日閲覧。.